# ヌン族
ヌン族（ヌンぞく、ベトナム語：Người Nùng / 𠊛儂）はベトナムに住む少数民族である。人口は96万人ほどで、ベトナムでは、53少数民族の中で7番目に人口が多い。中国領内ではチワン族に区分されている。